# Indianapolis Olympians
O Indianapolis Olympians foi um time de basquetebol de Indianápolis, Indiana, Estados Unidos, ativo entre 1949 e 1953. Tinha como ginásio o Hinkle Fieldhouse. Disputou todas as suas temporadas pela National Basketball Association, sendo que o time foi criado para substituir o conterrâneo Indianapolis Jets. O time é mais conhecido por disputar a partida mais longa de toda a história, quando venceu o Rochester Royals por 75-73 após seis prorrogações.

## Histórico
| Temporada              | V                      | D                      | %                      | Play-offs              | Resultado                      |
| Indianapolis Olympians | Indianapolis Olympians | Indianapolis Olympians | Indianapolis Olympians | Indianapolis Olympians | Indianapolis Olympians         |
| ---------------------- | ---------------------- | ---------------------- | ---------------------- | ---------------------- | ------------------------------ |
| 1949-50                | 39                     | 25                     | 0.609                  | 3-3                    | Perdeu na Final da Divisão     |
| 1950-51                | 31                     | 37                     | 0.456                  | 1-2                    | Perdeu na Semifinal da Divisão |
| 1951-52                | 34                     | 32                     | 0.515                  | 0-2                    | Perdeu na Semifinal da Divisão |
| 1952-53                | 28                     | 43                     | 0.394                  | 0-2                    | Perdeu na Semifinal da Divisão |

## Principais jogadores
- Ralph Beard
- Alex Groza
- Wallace Jones
- Paul Walther
- Kleggie Hermsen